# Chilabothrus strigilatus
Espèce
Synonymes
- Homalochilus strigilatus Cope, 1863
- Epicrates strigilatus (Cope, 1863)
- Epicrates striatus strigilatus (Cope, 1863)
- Epicrates striatus fosteri Barbour, 1941
- Epicrates striatus ailurus Sheplan & Schwartz, 1974
- Epicrates striatus fowleri Sheplan & Schwartz, 1974
- Epicrates striatus mccraniei Sheplan & Schwartz, 1974

Statut CITES
Chilabothrus strigilatus est une espèce de serpents de la famille des Boidae.

## Répartition
Cette espèce est endémique des Bahamas.

## Liste des sous-espèces
Selon The Reptile Database (2 août 2013) :
- Chilabothrus strigilatus ailurus (Sheplan & Schwartz, 1974)
- Chilabothrus strigilatus fosteri (Barbour, 1941)
- Chilabothrus strigilatus fowleri (Sheplan & Schwartz, 1974)
- Chilabothrus strigilatus mccraniei (Sheplan & Schwartz, 1974)
- Chilabothrus strigilatus strigilatus (Cope, 1863)

## Publications originales
- Barbour, 1941 : A new boa from the Bahamas. Proceedings of the New England Zoological Club, vol. 18, p. 61-65.
- Cope, 1863 "1862"  : Synopsis of the species of Holcosus and Ameiva, with diagnoses of new West Indian and South American Colubridae. Proceedings of the Academy of Natural Sciences of Philadelphia, vol. 14, p. 60-82 (texte intégral).
- Sheplan & Schwartz, 1974 : Hispaniolan boas of the genus Epicrates (Serpentes, Boidae) and their Antillean relationships. Annals of the Carnegie Museum, vol. 45, p. 57-143.